# Felsritzungen vom Aubeberget
Koordinaten: 58° 57′ 36,5″ N, 5° 37′ 6″ O

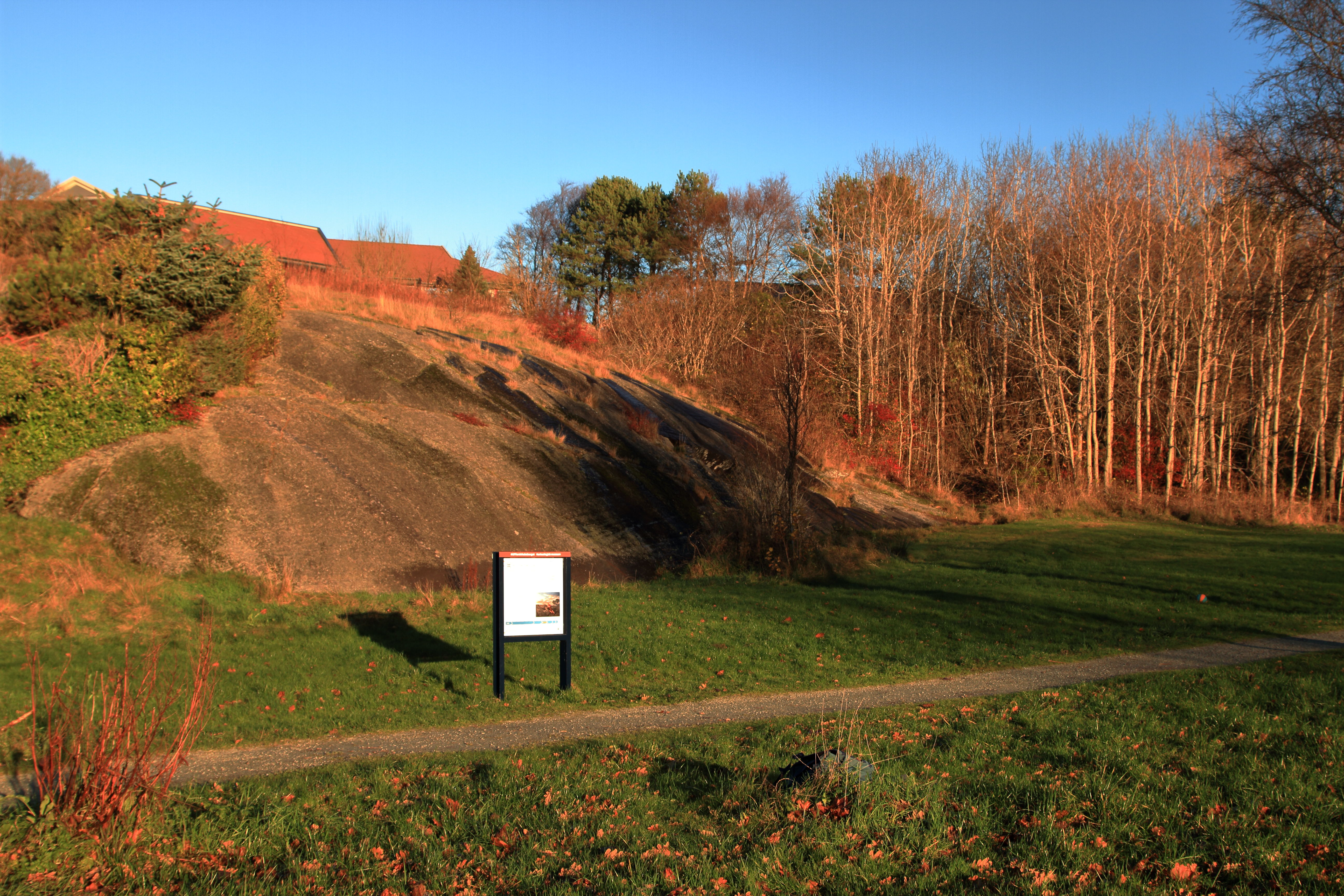
Felsritzungen vom Aubeberget

Die 1959 entdeckten bronzezeitlichen Felsritzungen vom Aubeberget (norwegisch Helleristningene på Aubeberget) liegen unweit des Hafrsfjordes in Sør-Sunde, bei Stavanger im Fylke Rogaland in Norwegen.
Basierend auf dem Design unterscheiden die Archäologen zwischen Ritzungen der Jäger und Sammler und denen der Ackerbauern, zu denen die vom Aubeberget gehören. Die drei Felder unterhalb des Aubeberget nahe der Hafrsfjord Brücke bestehen aus 96 Petroglyphen, vor allem Schiffsfiguren, Ringe und Schälchen und haben die Riksantikvarens ID Nr. 54248. Die Figuren sind rot ausgemalt.
In der Nähe stehen die Steine von Pallesen-Tomta.